# جاوتام رودي
 جاوتام رودي' (بالإنجليزية: Gautam Rode)‏ (14 أغسطس 1977) ولد في العاصمة الهندية نيو دلهي، هو ممثل وعارض أزياء هندي، درس الاقتصاد، وكان من المتوقع له أن يتفرغ لإدارة مشروعات والده التجارية (والده صاحب سلسلة محلات لبيع لحم)، لكنه لم يكن يرغب أبدا في العمل في هذه التجارة لأنه نباتي، لذلك اختار مجال الفن.
وكان يلعب دور ساراس في مسلسل "Saraswatichandra" الذي يعرض على الشاشات العربية على قناة Mbc Bollywood باسم «سحر الأسمر» وكان يعرض علي قناه star blus والذي حصل على دادا الصاحب 145 من فئة أفضل ممثل في المسلسل
, ولعبه بجانب الممثلة الهندية «جينيفر ونجت», وايضا تم عرض مسلسل آخر له على الشاشات العربية ولكن على قناة زي ألوان باسم «أحلام بسيطة» بدور البطولة «كاران» ولكن غادر المسلسل في الحلقات الأخيرة ليقوم بدوره الممثل «راكيش فاشيس».
وكان جوتام قد فاز بجائزة أفضل ممثل في برنامج جائزة داداساهيب فالك في عرض سنة 2014، وحاليا يلعب دور رودرا في فيلم كومبه ميلا، وهو أيضا كان ضيفا في برنامج حقيقه الرقص Nach Baliye 6.

## وصلات خارجية
- Gautam Rode Official Site نسخة محفوظة 28 نوفمبر 2020 على موقع واي باك مشين.
- جاوتام رودي على موقع IMDb (الإنجليزية)
- جاوتام رودي على موقع قاعدة بيانات الفيلم (الإنجليزية)
- جاوتام رودي على موقع كينوبويسك (الروسية)